# Gustav Zelibor
Gustav Zelibor (* 10. Jänner 1903 in Wien; † 28. Dezember 1978 ebenda) war ein österreichischer Klavierbegleiter, Kapellmeister und Komponist.
Gustav Zelibor studierte an der Wiener Musikakademie, war als Pianist und Kapellmeister in Wiener Theatern und Kabaretts tätig, wurde später Mitarbeiter und Klavierbegleiter bei Rundfunk und Fernsehen und war für die musikalische Betreuung der Heinz-Conrads-Sonntagssendung Was gibt es Neues? verantwortlich. Die Kennmelodie und das Schlusslied der Sendung stammte von ihm: „Was gibt es Neues?“ („Was gibt es Neues auf unserer singenden, klingenden Wochen-Plauderei?“; „Schau doch auf die Uhr, es ist schon spät“; „Hab Dank, dass du mir so lang zugehört“). Zelibor begleitete aber Conrads und seine Gäste auch, Jahre später, am Konzertflügel, manchmal mit kleinen Kammerorchestern, in der vom ORF produzierten Fernsehsendung Guten Abend am Samstag. 1953 wurde er Hauskomponist des Theaters in der Josefstadt, der Kammerspiele und der Kleinen Komödie und begleitete auch Elfriede Ott. Seine Kompositionen waren Wienerlieder („Ich bin in mein Wien so verliebt“), Schlager („Mach nicht so traurige Augen“, „Mir kommen die Tränen“), Chansons, Lustspiele, Tanzmusik, Musik für Hör- und Lustspiele („Erika“, „Geraldine“) und Operetten. Ihm wurde der Titel Professor verliehen; 1971 wurde er mit dem Silbernen Ehrenzeichen des Landes Wien und mit dem Österreichischen Ehrenkreuz für Wissenschaft und Kunst ausgezeichnet.

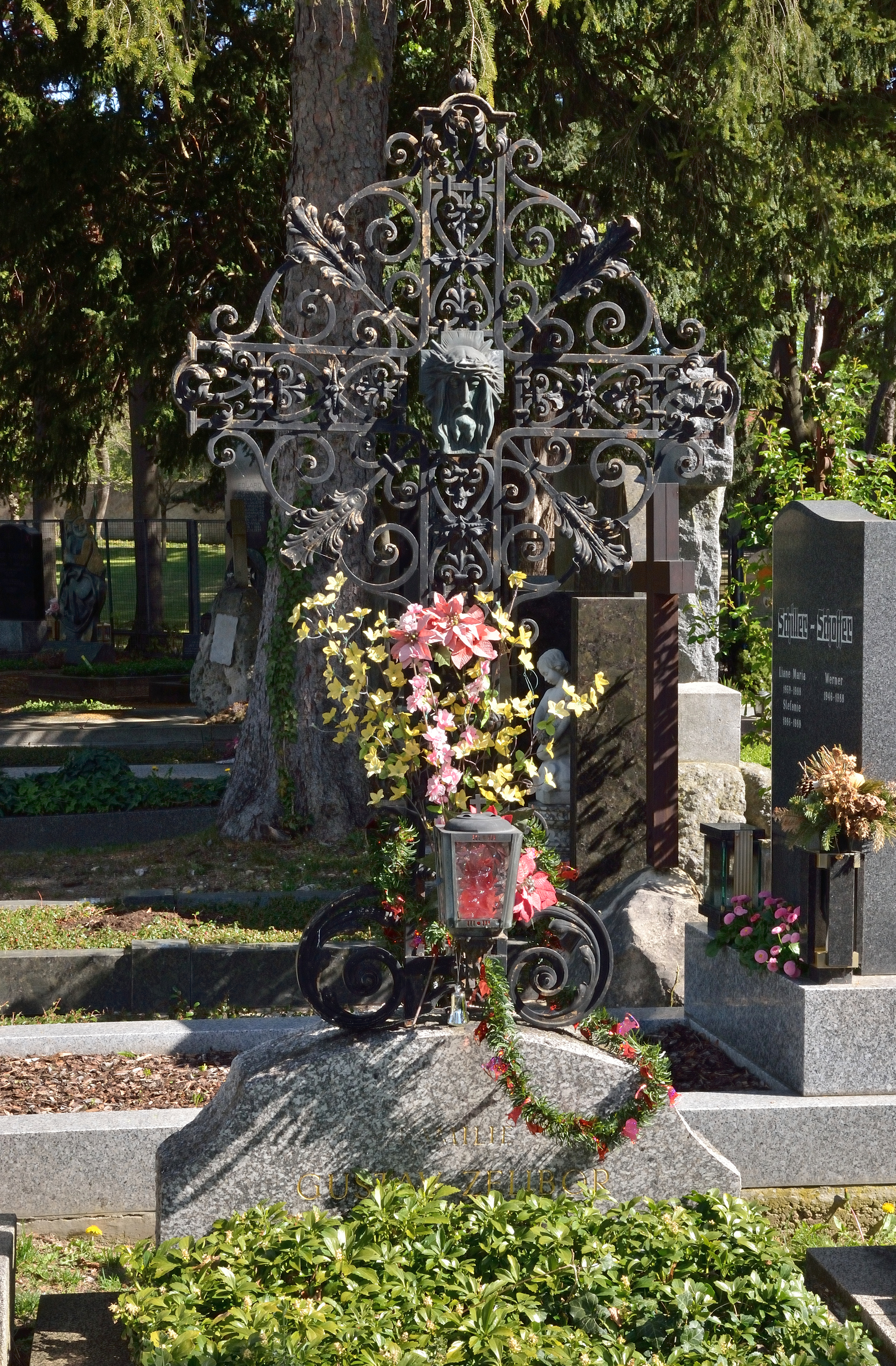
Grabmal auf dem Hietzinger Friedhof

Gustav Zelibor wurde in einem ehrenhalber gewidmeten Grab auf dem Hietzinger Friedhof beigesetzt (Gruppe 49, Nr. 31).
2003 wurde am Montecuccoliplatz in Wien-Hietzing eine öffentliche Parkanlage nach ihm benannt.